# Beni Ilmane
Beni Ilmane è un comune dell'Algeria, situato nella provincia di M'Sila.